# Augochlora ectasis
Augochlora ectasis är en biart som först beskrevs av Joseph Vachal 1911.  Augochlora ectasis ingår i släktet Augochlora och familjen vägbin. Inga underarter finns listade.